# 国分寺市立第四中学校
国分寺市立第四中学校（こくぶんじしりつ だいよんちゅうがっこう）は、東京都国分寺市西元町三丁目にある公立中学校。

## 通学区域
一部の地域では他の学校へと選択可能となっている。
- 国分寺市立第一小学校
  - 東元町三丁目1～8番・10～16番・24～30番・32番、四丁目1～3番・12～18番
- 国分寺市立第四小学校
  - 東元町三丁目9番・17～23番・31番・33～34番、四丁目4～11番・19～20番、西元町一丁目から四丁目の全域、泉町一丁目から三丁目の全域、内藤一丁目1～7番
- 国分寺市立第五小学校
  - 内藤一丁目（8番以降）、二丁目の全域

## アクセス
- 中央線・武蔵野線西国分寺駅から徒歩20分
- ぶんバス　万葉・けやきルート　「史跡武蔵国分寺跡」下車　徒歩2分
- 中央線国立駅南口から京王電鉄バス
  - 「国01」府中営業所行
  - 「国02」東芝前経由府中駅行
  - 「国03」総合医療センター・東芝前経由府中駅行
    - いずれも「黒鐘公園入口」下車　徒歩2分

## 出身者
- 藤野智一 - 自転車競技選手。バルセロナオリンピック代表[2]